# Ітрій-90
Ітрій-90 (90Y) — ізотоп ітрію. Цей радіонуклід широко застосовують у радіотерапії деяких форм раку.

## Розпад
90Y зазнає 
β−
-розпаду в 90Zr з періодом напіврозпаду 64,1 години та енергією розпаду 2,28 МеВ. Під час процесу розпаду також утворюється 0,01% 1,7 МеВ фотонів. Взаємодія між електронами (що випромінюються під час 
β−
-розпаду 90Y) та речовиною може спричинити гальмівне випромінювання.

## Отримання
Ітрій-90 отримується внаслідок ядерного розпаду стронцію-90, який має період напіврозпаду майже 29 років і є продуктом поділу урану, який використовується в ядерних реакторах. В процесі розпаду стронцію-90, хімічне високочисте розділення (англ. chemical high-purity separation) використовується для  виділення ітрію-90 перед осадженням.

## Клінічне застосування
90Y відіграє важливу роль у лікуванні гепатоцелюлярної карциноми, лейкозу та лімфоми, хоча він має потенціал для лікування низки пухлин. Трансартеріальна радіоемболізація — це процедура, яка здійснюється інтервенційними радіологами, за якої мікросфери (мікрочастинки) насичуються 90Y та вводяться в артерії, що живлять пухлину. Мікросфери потрапляють у кровоносні судини, що оточують пухлину, і внаслідок випромінення пошкоджують сусідні тканини. Радіоемболізація із застосуванням 90Y значно подовжує час до прогресування (англ. time-to-progression, TTP) гепатоцелюлярної карциноми, має задовільний профіль побічних ефектів, і покращує якість життя пацієнтів більше, ніж подібні методи лікування. 90Y також застосовується під час діагностики пухлин через візуалізацію гальмівного випромінювання, що вивільняється мікросферами.